# Middle Valley
Middle Valley es un lugar designado por el censo ubicado en el condado de Hamilton en el estado estadounidense de Tennessee. En el Censo de 2010 tenía una población de 12.684 habitantes y una densidad poblacional de 453,33 personas por km².

## Geografía
Middle Valley se encuentra ubicado en las coordenadas 35°11′27″N 85°11′51″O / 35.19083, -85.19750. Según la Oficina del Censo de los Estados Unidos, Middle Valley tiene una superficie total de 27.98 km², de la cual 27.75 km² corresponden a tierra firme y (0.81%) 0.23 km² es agua.

## Demografía
Según el censo de 2010, había 12.684 personas residiendo en Middle Valley. La densidad de población era de 453,33 hab./km². De los 12.684 habitantes, Middle Valley estaba compuesto por el 93.93% blancos, el 2.25% eran afroamericanos, el 0.3% eran amerindios, el 1.99% eran asiáticos, el 0.01% eran isleños del Pacífico, el 0.46% eran de otras razas y el 1.07% pertenecían a dos o más razas. Del total de la población el 1.7% eran hispanos o latinos de cualquier raza.